# ديونيسيو ميخيا
ديونيسيو ميخيا (بالإسبانية: Dionisio Mejía)‏ (6 يناير 1907) لاعب كرة قدم مكسيكي راحل كان يجيد اللعب في خط الهجوم .
لعب طوال مسيرته الرياضية في نادي أتلانتي . كان يطلق عليه لقب نيتشو وشارك مع منتخب المكسيك في بطولة كأس العالم 1930 في الأوروغواي . كان صاحب التمريرة الحاسمة لزميله خوان كارينو الذي سجل أول هدف في تاريخ منتخب المكسيك في بطولات كأس العالم في مرمى منتخب فرنسا في المباراة الافتتاحية للبطولة كما شارك في بطولة كأس العالم 1934 في إيطاليا ودورة الألعاب الأولمبية 1928 في العاصمة الهولندية أمستردام .

## وصلات خارجية
- ديونيسيو ميخيا على موقع الاتحاد الدولي (مؤرشف)  (الإنجليزية)
- ديونيسيو ميخيا على موقع قاعدة بيانات كرة القدم.إي يو (الإنجليزية)
- ديونيسيو ميخيا على موقع ناشيونال فوتبول تيمز (الإنجليزية)
- ديونيسيو ميخيا على موقع Soccerway.com (الإنجليزية)
- ديونيسيو ميخيا على موقع عالم كرة القدم.نت (الإنجليزية)
- ديونيسيو ميخيا على موقع أوليمبيديا (الإنجليزية)

- هذا السيرة الذاتية